# Yanina Iannuzzi
Yanina Iannuzzi San Martín (22 luglio 1973) è un'ex schermitrice argentina.
È figlia della schermitrice Sylvia Iannuzzi-San Martín.

## Palmarès
In carriera ha conseguito i seguenti risultati:
- Giochi panamericani:

L'Avana 1991: bronzo nel fioretto a squadre.
Mar del Plata 1995: bronzo nel fioretto a squadre.